# Dave Dziurzynski
David Dziurzynski, född 6 oktober 1989, är en kanadensisk professionell ishockeyspelare som spelar för Ottawa Senators i NHL.
Han blev aldrig draftad av något lag.